# Cherry Jones
Cherry Jones (Paris, Tennesssee, 1956. november 21. –) kétszeres Tony- és háromszoros Primetime Emmy-díjas amerikai színésznő.

## Élete és pályafutása
Parisban, Tennessee államban látta meg a napvilágot, később itt végezte az általános iskolát. Apja virágárus, anyja pedig tanárnő volt a városban. 
A rangos amerikai színházi elismerés, a Tony-díj birtokosa. Az elismerést kétszer is megkapta, először 1995-ben a Lincoln centerben a The Heiress-ben nyújtott alakításáért és 2005-ben a Doubt-beli szerepéért. A Doubt című darabot a Walter Kerr Színházban adták elő 2005 márciusában. Több Broadway-beli szerepéért is jelölést kapott a díjra, mint például a Nora Ephron által alkotott Imaginary Friends és az Our Country’s Good. Az egyik legelismertebb színházban is dolgozó színésznő az Amerikai Egyesült Államokban.
Laura Ingalls Wilder három művének adaptációjában is szerepelt: Little House in the Big Woods, Little House on the Prarie és On the Banks of Plum Creek.
Több filmben is kisebb-nagyobb szerepet kapott, ezek közé tartozik a Broadway 39. utca (1999), a Viharzóna (2000), a Jelek (2002), az Ocean’s Twelve – Eggyel nő a tét (2004) és A falu (2004).
Jones alakította Allison Taylor elnöknőt a 24 hetedik és a nyolcadik évadjában, amelyért 2009-ben Emmy-díjat kapott.

## Magánélete
Miután 1995-ben megkapta a Tony-díjat, nyíltan bevallotta másságát, az építész Mary O’Connorral él együtt. 2005-ben megnyerte a legjobb női főszereplőnek járó Tony-díjat és elmesélte a nézőknek, hogy Broadway-beli partnerével, Sarah Paulsonnal él együtt (A pár kapcsolata 2009 októberéig tartott).)

## Filmográfia

### Film
| Év   | Magyar cím                        | Eredeti cím                            | Szerep                     | Magyar hang        |
| ---- | --------------------------------- | -------------------------------------- | -------------------------- | ------------------ |
| 1987 | Hajnalfény                        | Light of Day                           | Cindy Montgomery           |                    |
| 1987 | A nagyváros                       | The Big Town                           | Ginger McDonald            |                    |
| 1992 | Jöttem, láttam, beköltöztem       | Housesitter                            | Patty                      | Kocsis Mariann     |
| 1995 |                                   | Polio Water (rövidfilm)                | Virginia                   |                    |
| 1997 | Julian Po                         | Julian Po                              | Lucy                       | nem szólal meg     |
| 1998 | A suttogó                         | The Horse Whisperer                    | Liz Hammond                | Illyés Mari        |
| 1999 | Broadway 39. utca                 | Cradle Will Rock                       | Hallie Flanagan            | Menszátor Magdolna |
| 2000 | Erin Brockovich – Zűrös természet | Erin Brockovich                        | Pamela Duncan              | Bessenyei Emma     |
| 2000 | Viharzóna                         | The Perfect Storm                      | Edie Bailey                |                    |
| 2002 | Vagány nők klubja                 | Divine Secrets of the Ya-Ya Sisterhood | Buggy Abbott               | Bessenyei Emma     |
| 2002 | Jelek                             | Signs                                  | Paski rendőr               | Fehér Anna         |
| 2004 | A falu                            | The Village                            | Mrs. Clack                 | Andai Györgyi      |
| 2004 | Ocean’s Twelve – Eggyel nő a tét  | Ocean's Twelve                         | Molly Star / Mrs. Caldwell | Kocsis Mariann     |
| 2005 |                                   | Swimmers                               | Julia Tyler                |                    |
| 2009 | Amelia – Kalandok szárnyán        | Amelia                                 | Eleanor Roosevelt          | Halász Aranka      |
| 2009 |                                   | Mother and Child                       | Joanne nővér               |                    |
| 2011 | A hódkóros                        | The Beaver                             | Alelnök                    | Bessenyei Emma     |
| 2011 | Szilveszter éjjel                 | New Year's Eve                         | Mrs. Rose Ahern            | Szabó Éva          |
| 2013 | Éjjelek és nappalok               | Days and Nights                        | Mary                       | Csere Ágnes        |
| 2015 | Kupák lovagja                     | Knight of Cups                         | Ruth                       | Csere Ágnes        |
| 2015 | Láttam a fényt                    | I Saw the Light                        | Lillie Williams            | Andresz Kati       |
| 2015 | Láttam a fényt                    | I Saw the Light                        | Lillie Williams            | Menszátor Magdolna |
| 2016 | Afganisztáni víg napjaim          | Whiskey Tango Foxtrot                  | Geri Taub                  | Andresz Kati       |
| 2016 | Afganisztáni víg napjaim          | Whiskey Tango Foxtrot                  | Geri Taub                  | Menszátor Magdolna |
| 2017 | A vendégek                        | The Party                              | Martha                     |                    |
| 2018 | Eltörölt fiú                      | Boy Erased                             | Dr. Muldoon                | Bessenyei Emma     |
| 2019 | Borvidék                          | Wine Country                           | Lady Sunshine              |                    |
| 2019 | Egy esős nap New Yorkban          | A Rainy Day in New York                | Mrs. Welles                |                    |
| 2019 | Árva Brooklyn                     | Motherless Brooklyn                    | Gabby Horowitz             | Vándor Éva         |
| 2019 | A barátunk                        | Our Friend                             | Faith Pruett               |                    |
| 2021 | Tammy Faye szemei                 | The Eyes of Tammy Faye                 | Rachel LaValley            |                    |
| 2022 | Az ég a földig ér                 | The Sky Is Everywhere                  | Gram Walker                |                    |

### Televízió
| Év        | Magyar cím               | Eredeti cím               | Szerep                  | Megjegyzések                                               |
| --------- | ------------------------ | ------------------------- | ----------------------- | ---------------------------------------------------------- |
| 1986      |                          | Alex: The Life of a Child | Tina Crawford           | tévéfilm                                                   |
| 1987      |                          | Spenser: For Hire         | Tracy Kincaid           | 1 epizód                                                   |
| 1991–1992 |                          | Loving                    | Frankie                 | 7 epizód                                                   |
| 1993      |                          | Tribeca                   | nő                      | 1 epizód                                                   |
| 1999      | Gyilkosság a kisvárosban | Murder in a Small Town    | Mimi Barnes             | - tévéfilm - magyar hangja: - Császár Angela               |
| 1999      | A rejtélyes hölgy        | The Lady in Question      | Mimi Barnes             | tévéfilm                                                   |
| 2000      | Küzdelem az igazságért   | Cora Unashamed            | Lizbeth Studevant       | tévéfilm                                                   |
| 2001      | A másik anya             | What Makes a Family       | Sandy Cataldi           | - tévéfilm - magyar hangja: - Csere Ágnes                  |
| 2001      | Frasier – A dumagép      | Frasier                   | Janet                   | 1 epizód                                                   |
| 2002      |                          | American Experience       | narrátor                | 1 epizód                                                   |
| 2004      | Az elnök emberei         | The West Wing             | Barbara Layton          | 1 epizód                                                   |
| 2004–2005 |                          | Clubhouse                 | Marie nővér             | 3 epizód                                                   |
| 2008      | 24 – A szabadulás        | 24: Redemption            | Allison Taylor elnök    | - tévéfilm - magyar hangja: - Halász Aranka                |
| 2009–2010 | 24                       | 24                        | Allison Taylor elnök    | 44 epizód                                                  |
| 2012      |                          | Awake                     | Dr. Judith Evans        | 11 epizód                                                  |
| 2015–2019 | Nincs titok              | Transparent               | Leslie Mackinaw         | 12 epizód                                                  |
| 2016      |                          | Mercy Street              | Dorothea Dix            | 2 epizód                                                   |
| 2016      | 11.22.63                 | 11.22.63                  | Marguerite Oswald       | 5 epizód                                                   |
| 2016      | Fekete tükör             | Black Mirror              | Susan                   | - 1 epizód - (Szabadesés) - magyar hangja: - Molnár Zsuzsa |
| 2017      | Bűnök és előítéletek     | American Crime            | Laurie Ann Hesby        | 4 epizód                                                   |
| 2018      |                          | Portlandia                | Ms. Mayor               | 1 epizód                                                   |
| 2018–2025 | A szolgálólány meséje    | The Handmaid's Tale       | Holly Maddox            | 6 epizód                                                   |
| 2019      |                          | Chimerica                 | Mel Kincaid             | 4 epizód                                                   |
| 2019      | Utódlás                  | Succession                | Nan Pierce              | 3 epizód                                                   |
| 2020      | Jacob védelmében         | Defending Jacob           | Joanna Klein            | 8 epizód                                                   |
| 2020      | Majdnem                  | Close Enough              | szinkronszerep          | 1 epizód                                                   |
| 2022      | Öt nap a korházban       | Five Days at Memorial     | Susan Mulderick         | 8 epizód                                                   |
| 2023      | Vilma                    | Velma                     | Victoria Jones (hangja) | 11 epizód                                                  |
| 2023      | Extrapolációk            | Extrapolations            | Elizabeth Burdick elnök | 1 epizód                                                   |
| 2025      | Alapítvány               | Foundation                | Quent nagykövet         | 1 epizód                                                   |